# زشت، کثیف و بد
زشت، کثیف و بد (به ایتالیایی: Brutti, sporchi e cattivi) محصول ۱۹۷۶ ایتالیا فیلمی گروتسک به کارگردانی اتوره اسکولا است.
فیلم برنده جایزه بهترین کارگردانی در سال ۱۹۷۶ در جشنواره فیلم کن شد. نینو مانفردی شخصیت اصلی فیلم است.

## داستان فیلم
چهار نسل یک خانواده پرجمعیت با هم در یک کلبه مقوایی زاغه نشینان در پلیدی‌های داخلی شهر رم زندگی می‌کنند. آنها قصد به کشتن یکدیگر با غذاهای آلوده، آتش زنی عمدی و غیره دارند. صاحبخانه مشغول به شکل‌های مختلف زندگی خصوصی خود و کلاهبرداری زمین، خیانت و مواد مخدر است.